# Čchang Chao
Čchang Chao (čínsky: 常昊, pinyin: Cháng Hào; * 7. října 1976, Šanghaj, Čína) je profesionální hráč go.

## Biografie
Narodil se v Šanghaji. V roce 1990 se stal nejlepším hráčem Číny a je považován za jednoho z nejlepších hráčů světa. Při svém studiu byl považován za zázračné dítě. Vyhrál mnoho titulů, z nichž dva jsou mezinárodní. Je nejlepším přítelem Lee Chang-hoa, kterého poslední dobou nejčastěji porážel na jedenáctém Samsung Cupu. Mezi jeho koníčky patří fotbal, plavání a cestování. Oženil se s goistkou Zhang Xuan.

## Tituly
2. místo v žebříčku nejlepších hráčů Číny.[zdroj?]

| Titul                  | Rok               |
| ---------------------- | ----------------- |
| Počet                  | 13                |
| Tianyuan               | 1997 – 2001       |
| NEC Cup                | 1998, 2002, 2005  |
| Liguang Cup            | 2001, 2004        |
| CCTV Cup               | 1999              |
| Xinren Wang            | 1996              |
| National Go Individual | 1995              |
| Zrušený                | 7                 |
| Lebaishi Cup           | 1998 – 2002       |
| Qisheng                | 1999              |
| Yongda Cup             | 2002              |
| Kontinentální          | 5                 |
| China-Japan Tengen     | 1997 – 1999, 2001 |
| China-Korea Tengen     | 2001              |
| Mezinárodní            | 2                 |
| Ing Cup                | 2005              |
| Samsung Cup            | 2007              |